# Kafr Dali Faukani
Kafr Dali Faukani (arab. كفردلي فوقاني) – wieś w Syrii, w muhafazie muhafazie Aleppo. W 2004 roku liczyła 198 mieszkańców.